# Приключенска игра
Приключенските игри са вид компютърни развлекателни програми или видеоигри, в които играчът има задачата да изследва, решавате пъзели, да разговаряте с герои и да наблягате на мисловни предизвикателства повече, отколкото на рефлексивни. Важно е да се отбележи, че този израз не е свързан с приключенските филми или приключенските романи. Голяма част от приключенските игри са компютърни игри, въпреки че съществуват и подобни игри за конзоли. За разлика от игрите от други жанрове, сюжета на приключенски игри им позволява да заимстват идеи от литературата или филмите. Приключенските игри включват най-различни литературни жанрове като фентъзи, научна фантастика, мистерия, ужас и комедия. Почти всички приключенски игри са предвидени за един играч, тъй като голямото внимание към историята и героите, което се изисква, прави създаването на мултиплейър-игри трудно.
Приключенският жанр е популярен към края на 1980 и началото на 1990 г. Мнозина го смятат за най-напредналия в техническо отношение тогава. Днес малко разработчици издават приключенски игри, а елементи от тях се пренасят и в други жанрове. Игри, които съчетават приключенски и екшън елементи, често са наричани приключенски игри, въпреки че пуристите в жанра считат това за неправилно и наричат подобни хибриди екшън-приключенски игри.

## Някои от най-известните приключенски игри
- Grim Fandango
- The Longest Journey
- Dreamfall
- Syberia
- The Secret of Monkey Island
- Indiana Jones and the Fate of Atlantis
- The Black Mirror
- MYST
- Phantasmagoria
- Space Quest
- AURA: Fate of the ages